# Mark Engel
Mark Engel (1º ottobre 1991) è un ex sciatore alpino statunitense.

## Biografia
Attivo in gare FIS dal gennaio del 2007, in Nor-Am Cup Engel ha esordito il 30 novembre 2009 a Loveland in slalom speciale (33º) e ha colto il primo podio il 16 dicembre 2012 a Panorama in combinata (2º); ha debuttato in Coppa del Mondo il 26 gennaio 2014 a Kitzbühel in combinata, senza completare la prova.
Nel 2017 ha ottenuto la sua prima vittoria in Nor-Am Cup, il 4 febbraio a Vail in slalom speciale, e ha preso parte ai suoi unici Campionati mondiali: nella rassegna iridata di Sankt Moritz si è classificato 34º nello slalom speciale e 9º nella gara a squadre. Ai XIII Giochi olimpici invernali di Pyeongchang 2018, sua unica presenza olimpica, è stato 31º nello slalom speciale e 9º nella gara a squadre; il 4 marzo dello stesso anno ha ottenuto il suo miglior piazzamento in Coppa del Mondo, a Kranjska Gora in slalom speciale (19º).
Il 13 dicembre 2018 ha conquistato a Panorama in slalom speciale la sua ultima vittoria, nonché ultimop podio, in Nor-Am Cup; ha preso per l'ultima volta il via in Coppa del Mondo il 6 gennaio 2019 a Zagabria Sljeme in slalom speciale, senza completare la prova. Si è ritirato al termine di quella stessa stagione 2018-2019 e la sua ultima gara è stata uno slalom speciale FIS disputato ad Aspen il 9 aprile, chiuso da Engel al 41º posto.

## Palmarès

### Coppa del Mondo
- Miglior piazzamento in classifica generale: 119º nel 2018

### Coppa Europa
- Miglior piazzamento in classifica generale: 19º nel 2016
- 3 podi:
  - 3 secondi posti

### Nor-Am Cup
- Miglior piazzamento in classifica generale: 18º nel 2018
- Vincitore della classifica di slalom speciale nel 2018
- 11 podi:
  - 4 vittorie
  - 3 secondi posti
  - 4 terzi posti

#### Nor-Am Cup - vittorie
| Data             | Località  | Paese       | Specialità |
| ---------------- | --------- | ----------- | ---------- |
| 4 febbraio 2017  | Vail      | Stati Uniti | SL         |
| 14 marzo 2018    | Kimberley | Canada      | SL         |
| 15 marzo 2018    | Kimberley | Canada      | SL         |
| 13 dicembre 2018 | Panorama  | Canada      | SL         |

Legenda:

SL = slalom speciale

### Australia New Zealand Cup
- Miglior piazzamento in classifica generale: 8º nel 2011
- 2 podi:
  - 2 secondi posti

### Campionati statunitensi
- 2 medaglie:
  - 1 argento (slalom speciale nel 2018)
  - 1 bronzo (supergigante nel 2013)